# بن هانسبروج
بن هانسبروج (بالإنجليزية: Ben Hansbrough)‏ مواليد 23 ديسمبر 1987 في ميزوري، هو لاعب كرة سلة أمريكي بدأ مسيرته الاحترافية في سنة 2011. يبلغ طوله 6 قدم 3 بوصة (1.9 م).

## فرق لعب لها
- بايرن ميونخ لكرة السلة
- إنديانا بايسرز
- سي بي غران كناريا
- ساسكي باسكونيا

## إحصائيات المسيرة

### الرابطة الوطنية لكرة السلة

#### الموسم الاعتيادي
| السنة   | الفريق         | لعب | بدأ | دقيقة | ميداني% | ثلاثية | حرة  | ارتداد | صنع | استلاب | تصدي | نقطة |
| ------- | -------------- | --- | --- | ----- | ------- | ------ | ---- | ------ | --- | ------ | ---- | ---- |
| 2013–14 | إنديانا بايسرز | 28  | 0   | 7.1   | .333    | .261   | .778 | 0.6    | 0.8 | 0.3    | 0.1  | 2.0  |
| المسيرة |                | 28  | 0   | 7.1   | .333    | .261   | .778 | 0.6    | 0.8 | 0.3    | 0.1  | 2.0  |

## روابط خارجية
- بن هانسبروج على موقع الدوري الأوروبي لكرة السلة (الإنجليزية)
- بن هانسبروج على موقع إن بي أي (الإنجليزية)
- بن هانسبروج على موقع سبورتس رفرنس (الإنجليزية)
- بن هانسبروج على موقع الدوري الإسباني لكرة السلة (الإسبانية)
- بن هانسبروج على موقع كرة السلة الأوروبية.كوم (الإنجليزية)
- بن هانسبروج على موقع كلية كرة السلة في سبورتس رفرنس.كوم (الإنجليزية)
- بن هانسبروج على موقع ريلجم (الإنجليزية)
- بن هانسبروج على موقع بروبوليرز (الإنجليزية)
- بن هانسبروج على موقع سبورتس رفرنس (الإنجليزية)
- بن هانسبروج على موقع سبورتس رفرنس (الإنجليزية)